# Oryx Douala
Maillots
Actualités
L'Oryx Club de Douala est un club de football camerounais basé à Douala fondé en 1927. Il porte les couleurs du Canton Bell, chefferie coutumière de Douala I.

## Histoire
Le club a connu ses heures de gloire durant les années 1960. En 1965, alors que le club est vainqueur de la Coupe des clubs champions africains en février de la même année, la République fédérale du Cameroun émet deux timbres en son honneur.
Club de première division camerounaise, il est relégué en deuxième division en 1973.

## Anciens joueurs
- Samuel Mbappé Léppé, années 1950 et 1960
- Jean-Pierre Tokoto, années  1963-1968
- Emmanuel Koum, années 1963-1967
- Jean Confiance Moukoko, années 1963-1972

## Palmarès
| Compétitions nationales | Compétitions internationales                             |
| - Championnat du Cameroun de football (5) : - Champion : 1961, 1963, 1964, 1965 et 1967 - Coupe du Cameroun de football (3) : - Vainqueur : 1963, 1968 et 1970 - Finaliste : 1969 | - Ligue des champions de la CAF (1) : - Vainqueur : 1965 |